# 李占国
李占国（1962年2月—），男，汉族，山东临清人，中华人民共和国政治人物，二级大法官，现任浙江省高级人民法院院长、党组书记，第十三届全国人民代表大会浙江地区代表。

## 生平
1983年7月参加工作，1992年4月加入中国共产党。
2018年2月24日，当选为第十三届全国人大代表。